# Tjänstedesign
Tjänstedesign, även kallat service design, innebär att planera och organisera både människor, infrastruktur, kommunikation och andra komponenter kring en tjänst för att förhöja kundens upplevelse av tjänsten. Genom att utforma en tjänst efter kundens behov blir den användarvänlig, konkurrenskraftig och relevant utifrån kundens perspektiv.
Tjänstedesignens inverkan på en tjänst kan innebära att en befintlig tjänst förändras, en ny tjänst skapas eller att tjänsteleverantören av tjänsten omorganiseras. Grundstommen i denna process är att förstå kundens beteende och behov, och utifrån kundförståelsen skapa tjänster som efterfrågas av kunden. Dessa kundinsikter erhålls genom djupintervjuer som är baserade på journalistiska och etnografiska intervjumetoder, samt genom slutkundsnära itererade interaktioner som baseras på beteendevetenskap. På detta sätt är det kunden som sätter agendan och en kundinsiktsbaserad tjänst skapas. 
Det blir allt vanligare att företag och organisationer som premierar kundupplevelsen och som strävar efter konkurrenskraftiga och användarvänliga tjänster använder sig av tjänstedesign. Genom tjänstedesign kan man också skräddarsy tjänster till specifika målgrupper.
Tjänstedesign har funnits som begrepp sedan 1980-talet, men  liknande principer har funnits längre i begreppet design thinking. Inom design thinking utgår man också från användarens behov och har vanligen fem steg i processen (inspiration, empati, idéskapande, implementering och prototyp).
Jämfört med design thinking lägger tjänstedesign lägger ytterligare fokus på det första steget, för att på allvar förstå problem och möjligheter ur användarens perspektiv. Tjänstedesign är lika mycket ett förhållningssätt som en metod. Det finns olika exempel på hur man delar upp i olika steg, men en vanlig uppdelning är:
1. Kartläggning: Att med olika kvalitativa metoder såsom intervjuer samla in insikter för att kunna formulera problem och möjligheter. Här kan även exempelvis ekonomiska, tekniska och juridiska förutsättningar ingå. Här är det viktigt att inte komma för snabbt in på lösning, man har fortfarande en öppen inställning till frågan om vem som är användare och vilka problem dessa har.
2. Användarestudie: När problemet ringats in kan dessa studeras exempelvis med intervjuer och besök hos användarna.
3. Idégenerering (syntes): I den här fasen finns tillräckligt med underlag för att börja söka lösningar på ett övergripande plan. Idéer kan skapas även av användarna själva.
4. Prototyp: En enkel lösning med grundläggande funktionalitet tas fram.
5. Test: Prototypen testas, men fortfarande med ett öppet, forskande angreppssätt.
6. Utveckling: Tjänsten tas fram i en fungerande version. Steget kan både göras som en kortare fas och som ett löpande arbete utan tydligt slutpunkt.

SKR (Sveriges kommuner och regioner) har tagit fram Innovationsguiden, ett mallmaterial för myndigheter som vill arbeta med principen tjänstedesign. Syftet med Innovationsguiden är att underlätta för kommuner, regioner och andra myndigheter att arbeta med tjänstedesign.